# NGC 3612
NGC 3612 é uma galáxia espiral (Scd) localizada na direcção da constelação de Leo. Possui uma declinação de +26° 37' 14" e uma ascensão recta de 11 horas, 18 minutos e 14,7 segundos.